# Tetraogallus caucasicus

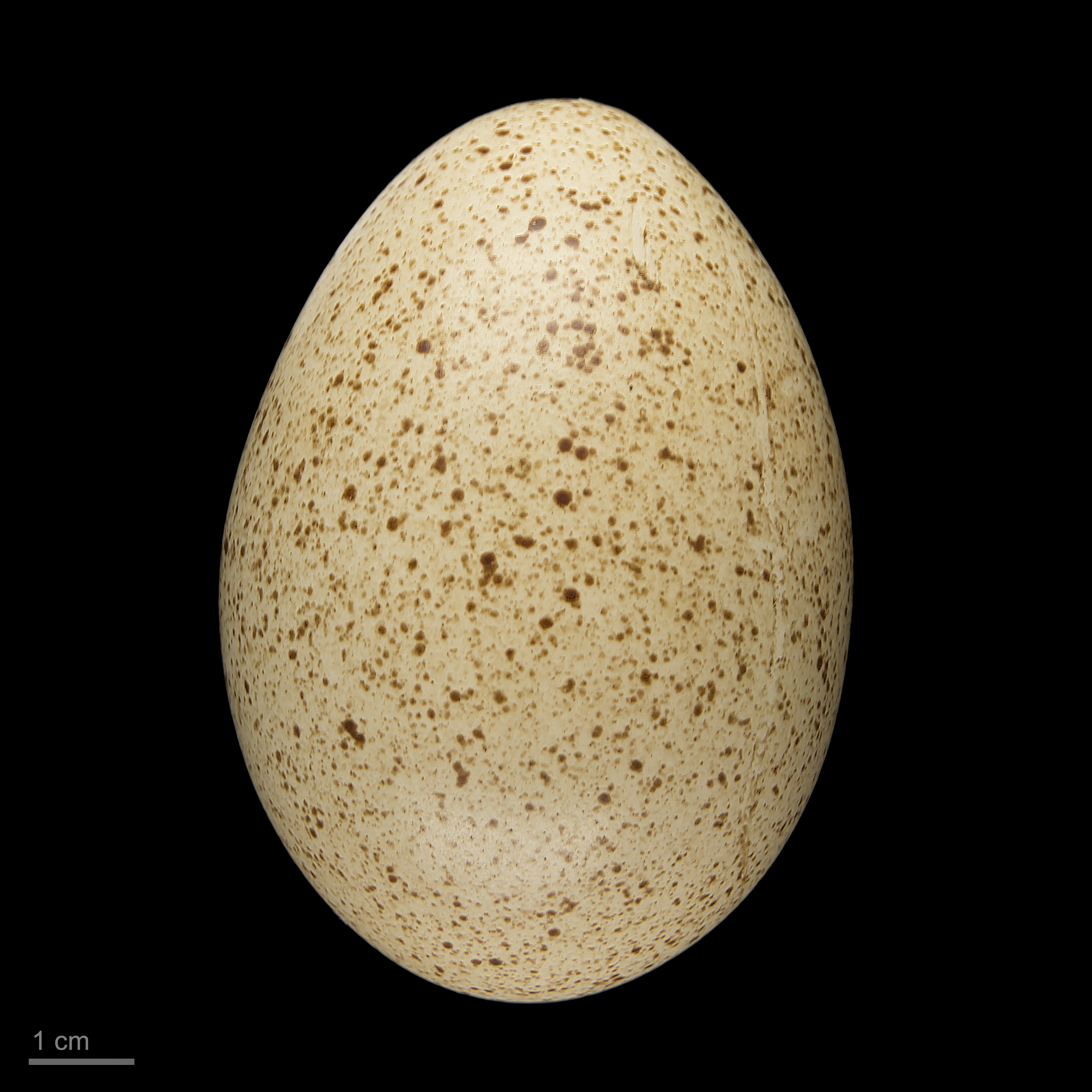
Tetraogallus caucasicus - MHNT

El perdigallo caucasiano o tetraogallo caucáseo (Tetraogallus caucasicus) es una especie de ave galliforme de la familia Phasianidae endémica de las montañas del Cáucaso, especialmente el Cáucaso occidental, donde cría en altitudes entre los 2000-4000 m s. n. m. en zonas rocosas. 

## Descripción
Mide de 50-60 cm de largo. En su plumaje se entremezclan los tonos grises, pardos, blancos y el negros, pero desde poca distancia parece gris. Su pecho es más oscuro y sus flancos más rojizos que el resto del cuerpo. Tiene la garganta blanca y una lista blanca a lo largo de los lados del cuello, y su parte posterior castaño rojiza. En vuelo muestra la parte inferior de sus alas blanca y los laterales rojizos de su cola. Ambos sexos tienen un plumaje similar, y los juveniles son ligeramente más pequeños y de tonos más apagados.
El canto del perdigallo caucasiano es vagamente parecido al zarapito real, en forma de sooo-looo-leeee. También emite sonidos de tipo buck-buck-buck-buck-burrrrrr.

## Comportamiento
Se alimenta principalmente de semillas y demás materia vegetal. Fuera de la época de cría forma pequeñas bandadas.
Anida en un hoyo en el suelo donde suele poner entre 5-6 huevos verduzcos, que incuba solo la hembra.